# Renealmia orinocensis
Renealmia orinocensis là một loài thực vật có hoa trong họ Gừng. Loài này được Rusby miêu tả khoa học đầu tiên năm 1920.